# Table des caractères Unicode/U2900
Cette page contient des caractères spéciaux ou non latins. S’ils s’affichent mal (▯, ?, etc.), consultez la page d’aide Unicode.
Table des caractères Unicode U+2900 à U+297F.

## Flèches — supplément — B
Jeu de symboles fléchés barrés (simples ou doubles), à deux têtes, avec taquet, flèches triples, flèches discontinues, flèches pointillées, flèches avec queue (à une ou deux têtes, sans tête, à double queue), flèches pointant vers un carreau noir (avec ou sans taquet), flèches obliques bidirectionnelles, flèches obliques avec queue en poignée arrondie, flèches obliques croisées, croix de corps de flèches obliques sans intersection (avec ou sans tête), flèche oscillantes, flèches tournantes quart de tour (à coin arrondi ou corps arrondi), flèches tournantes avec signe, flèches tournantes demi-tour, flèches sur un cercle fermé, deux flèches opposées superposées de longueurs différentes, flèches droites avec signe plus souscrit, flèche barrée d’une croix, flèche bidirectionnelle barrée d’un cercle, flèche verticale montant d’un cercle à deux têtes, flèches bidirectionnelles à demi-têtes (horizontales ou verticales), flèches à demi-tête (horizontales ou verticales, vers ou depuis un taquet), flèches doubles à tête ouverte, flèches doubles superposées à demi-tête interne, flèche à demi-tête contre corps de flèche, flèches à demi-têtes bêches, queue de double flèche à fermeture arrondie, flèches horizontales avec symboles (signe égal ou tilde en chef, tilde souscrit simple ou double, signe inférieur en chef), flèche horizontale traversant un signe inférieur, flèche horizontale avec signe supérieur en chef, flèche vers la droite avec symbole d’inclusion en chef, flèche vers la gauche traversant le symbole de sous-ensemble, flèche vers la gauche avec symbole de sous-ensemble en chef. Queues de poisson arrondies horizontales ou verticales.

### Table des caractères
| en fr  | 0 | 1 | 2 | 3 | 4 | 5 | 6 | 7 | 8 | 9 | A | B | C | D | E | F |
| ------ | - | - | - | - | - | - | - | - | - | - | - | - | - | - | - | - |
| U+2900 | ⤀ | ⤁ | ⤂ | ⤃ | ⤄ | ⤅ | ⤆ | ⤇ | ⤈ | ⤉ | ⤊ | ⤋ | ⤌ | ⤍ | ⤎ | ⤏ |
| U+2910 | ⤐ | ⤑ | ⤒ | ⤓ | ⤔ | ⤕ | ⤖ | ⤗ | ⤘ | ⤙ | ⤚ | ⤛ | ⤜ | ⤝ | ⤞ | ⤟ |
| U+2920 | ⤠ | ⤡ | ⤢ | ⤣ | ⤤ | ⤥ | ⤦ | ⤧ | ⤨ | ⤩ | ⤪ | ⤫ | ⤬ | ⤭ | ⤮ | ⤯ |
| U+2930 | ⤰ | ⤱ | ⤲ | ⤳ | ⤴ | ⤵ | ⤶ | ⤷ | ⤸ | ⤹ | ⤺ | ⤻ | ⤼ | ⤽ | ⤾ | ⤿ |
| U+2940 | ⥀ | ⥁ | ⥂ | ⥃ | ⥄ | ⥅ | ⥆ | ⥇ | ⥈ | ⥉ | ⥊ | ⥋ | ⥌ | ⥍ | ⥎ | ⥏ |
| U+2950 | ⥐ | ⥑ | ⥒ | ⥓ | ⥔ | ⥕ | ⥖ | ⥗ | ⥘ | ⥙ | ⥚ | ⥛ | ⥜ | ⥝ | ⥞ | ⥟ |
| U+2960 | ⥠ | ⥡ | ⥢ | ⥣ | ⥤ | ⥥ | ⥦ | ⥧ | ⥨ | ⥩ | ⥪ | ⥫ | ⥬ | ⥭ | ⥮ | ⥯ |
| U+2970 | ⥰ | ⥱ | ⥲ | ⥳ | ⥴ | ⥵ | ⥶ | ⥷ | ⥸ | ⥹ | ⥺ | ⥻ | ⥼ | ⥽ | ⥾ | ⥿ |